# Ballon d'or 1977
Navigation
Édition précédente Édition suivante
Le Ballon d'or 1977 récompensant le meilleur footballeur européen évoluant en Europe a été attribué au danois Allan Simonsen, devant l'anglais Kevin Keegan et le français Michel Platini.
Il s'agit de la 22e édition de ce trophée mis en place par le magazine français France Football qui publia le vote dans le numéro 1655.
Vingt-six journalistes ont pris part au vote (Allemagne de l'Ouest, Allemagne de l'Est, Angleterre, Autriche, Belgique, Bulgarie, Danemark, Espagne, France, Finlande, Grèce, Hongrie, Irlande, Italie, Luxembourg, Norvège, Pays-Bas, Pologne, Portugal, Roumanie, Suède, Suisse, Tchécoslovaquie, Turquie, Union soviétique et Yougoslavie).

## Classement complet
| Rang | Nom                   | Club                               | Nationalité          | Points |
| 1    | Allan Simonsen        | Borussia Mönchengladbach           | Danemark             | 74     |
| 2    | Kevin Keegan          | Liverpool / Hambourg SV            | Angleterre           | 71     |
| 3    | Michel Platini        | Nancy                              | France               | 70     |
| 4    | Roberto Bettega       | Juventus                           | Italie               | 39     |
| 5    | Johan Cruijff         | FC Barcelone                       | Pays-Bas             | 23     |
| 6    | Klaus Fischer         | Schalke 04                         | Allemagne de l'Ouest | 21     |
| 7    | Tibor Nyilasi         | Ferencváros                        | Hongrie              | 13     |
|      | Rob Rensenbrink       | Anderlecht                         | Pays-Bas             | 13     |
| 9    | Dudu Georgescu        | Dinamo Bucarest                    | Roumanie             | 6      |
| 10   | Emlyn Hughes          | Liverpool                          | Angleterre           | 5      |
|      | Berti Vogts           | Borussia Mönchengladbach           | Allemagne de l'Ouest | 5      |
|      | Steve Heighway        | Liverpool                          | Irlande              | 5      |
| 13   | Trevor Brooking       | West Ham                           | Angleterre           | 4      |
|      | Franco Causio         | Juventus                           | Italie               | 4      |
|      | Ronnie Hellström      | Kaiserslautern                     | Suède                | 4      |
|      | Dominique Bathenay    | AS Saint-Étienne                   | France               | 4      |
|      | Anders Linderoth      | Östers IF / Olympique de Marseille | Suède                | 4      |
| 18   | Marius Trésor         | Olympique de Marseille             | France               | 3      |
|      | Ruud Krol             | Ajax Amsterdam                     | Pays-Bas             | 3      |
| 20   | Heinz Flohe           | Cologne                            | Allemagne de l'Ouest | 2      |
|      | Dieter Müller         | FC Cologne                         | Allemagne de l'Ouest | 2      |
|      | José Martínez Sánchez | Real Madrid                        | Espagne              | 2      |
|      | Peter Shilton         | Stoke City / Nottingham Forest     | Angleterre           | 2      |
|      | Ruud Geels            | Ajax Amsterdam                     | Pays-Bas             | 2      |
|      | Rainer Bonhof         | Borussia Mönchengladbach           | Allemagne de l'Ouest | 2      |
| 26   | Giancarlo Antognoni   | ACF Fiorentina                     | Italie               | 1      |
|      | Jürgen Grabowski      | Eintracht Francfort                | Allemagne de l'Ouest | 1      |
|      | Gordon McQueen        | Leeds United                       | Écosse               | 1      |
|      | Hans Krankl           | Rapid Vienne                       | Autriche             | 1      |
|      | András Törőcsik       | Újpest                             | Hongrie              | 1      |
|      | Gérard Janvion        | Saint-Étienne                      | France               | 1      |
|      | Ray Kennedy           | Liverpool                          | Angleterre           | 1      |